# Craugastor saltuarius
Craugastor saltuarius é uma espécie de anfíbio da família Craugastoridae.
É endémica das Honduras.
Os seus habitats naturais são: regiões subtropicais ou tropicais húmidas de alta altitude.
Está ameaçada por perda de habitat.